# Białe Siodełko (Upłaziańska Kopa)
Białe Siodełko (ok. 1570 m) – płytkie wcięcie w północno-zachodniej grani Upłaziańskiej Kopy w polskich Tatrach Zachodnich. Do Doliny Kościeliskiej z Białego Siodełka opada wybitny Biały Żleb, będący prawą odnogą Pisaniarskiego Żlebu. Natomiast powyżej Białego Siodełka znajduje się trawiasty i łatwo dostępny stok Upłaziańskiej Kopy. Dla taterników najwygodniejszym sposobem dotarcia do ścian Zdziarów jest przejście od góry: od czerwonego szlaku turystycznego w Równi nad Piecem, łąkami przez Narciarski Żleb, Białe Siodełko i górną część Białego Żlebu. Z tej strony, od góry trudno jednak zlokalizować Białe Siodełko. Wskazuje go niewielka skałka tkwiąca wśród kosodrzewiny.